# Герренберг
Герренберг (нім. Herrenberg) — місто в Німеччині, районний центр, знаходиться в землі Баден-Вюртемберг.за 30 км на південний схід від Штутгарта. 
Підпорядковується округу Штутгарт. Входить до складу району Беблінген. Населення становить 31 394 мешканців (на 31 грудня 2006 року). Займає площу 65,71 км². Офіційний код — 08 1 15 021.
Місто поділяється на 7 міських районів.
15 вересня 2022 року за підтримки організації «Flüchtlinge und wir» місцева влада відкрила безкоштовні курси для українок з дітьми, котрі перебувають в місті через російську агресію проти України.

## Галерея

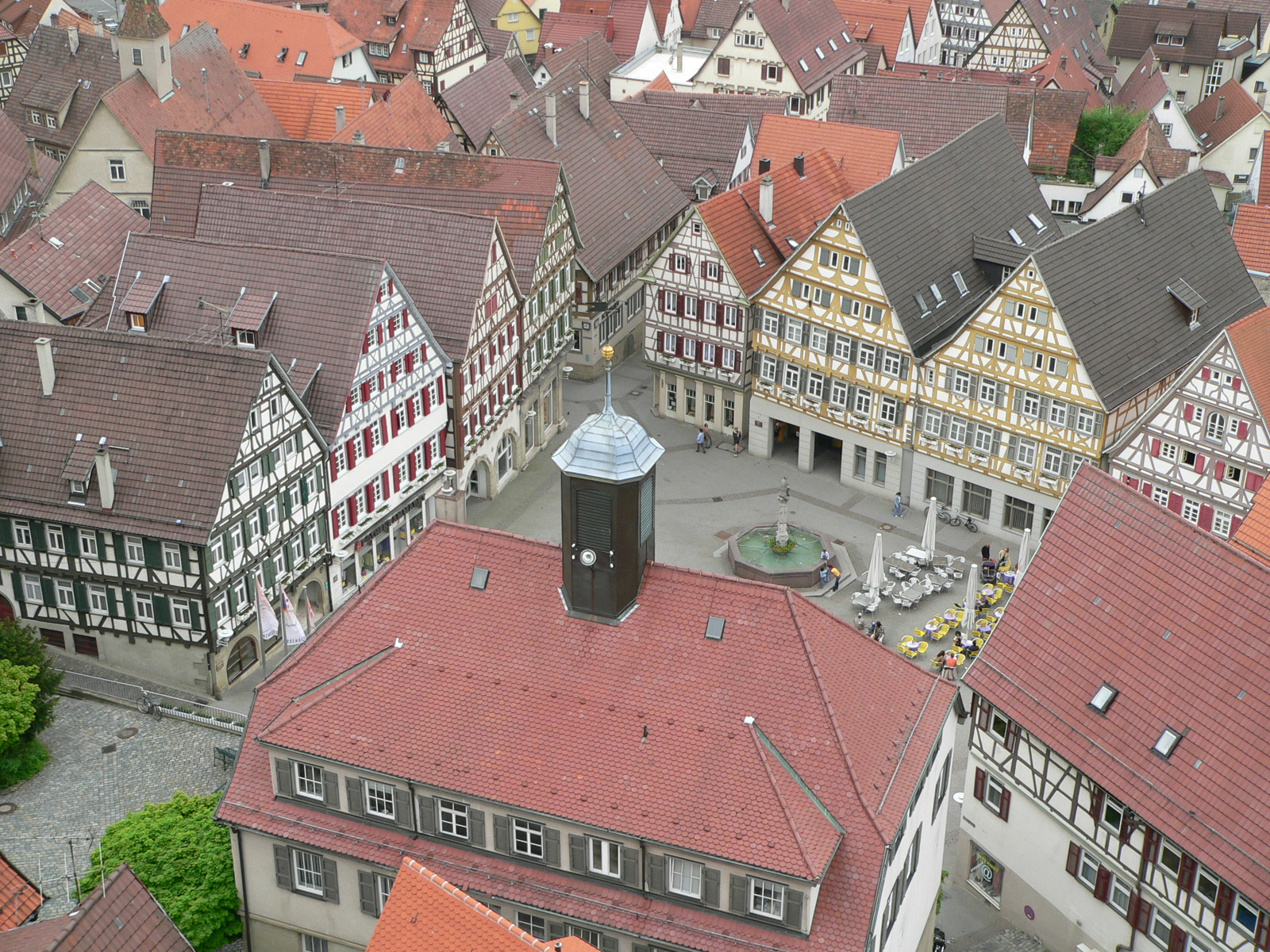
Площа Ринок
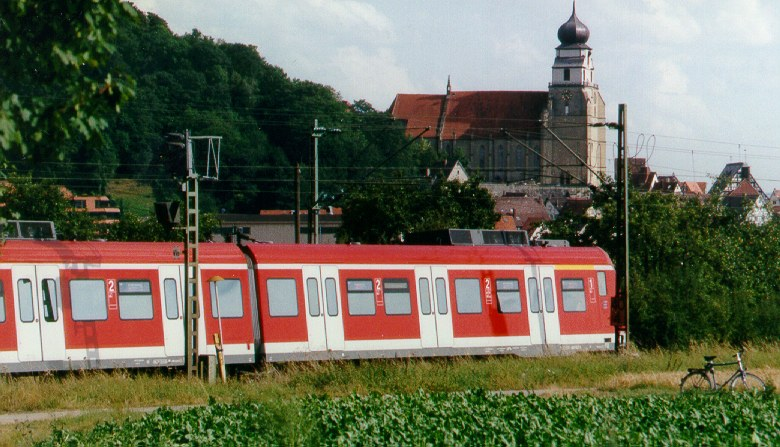
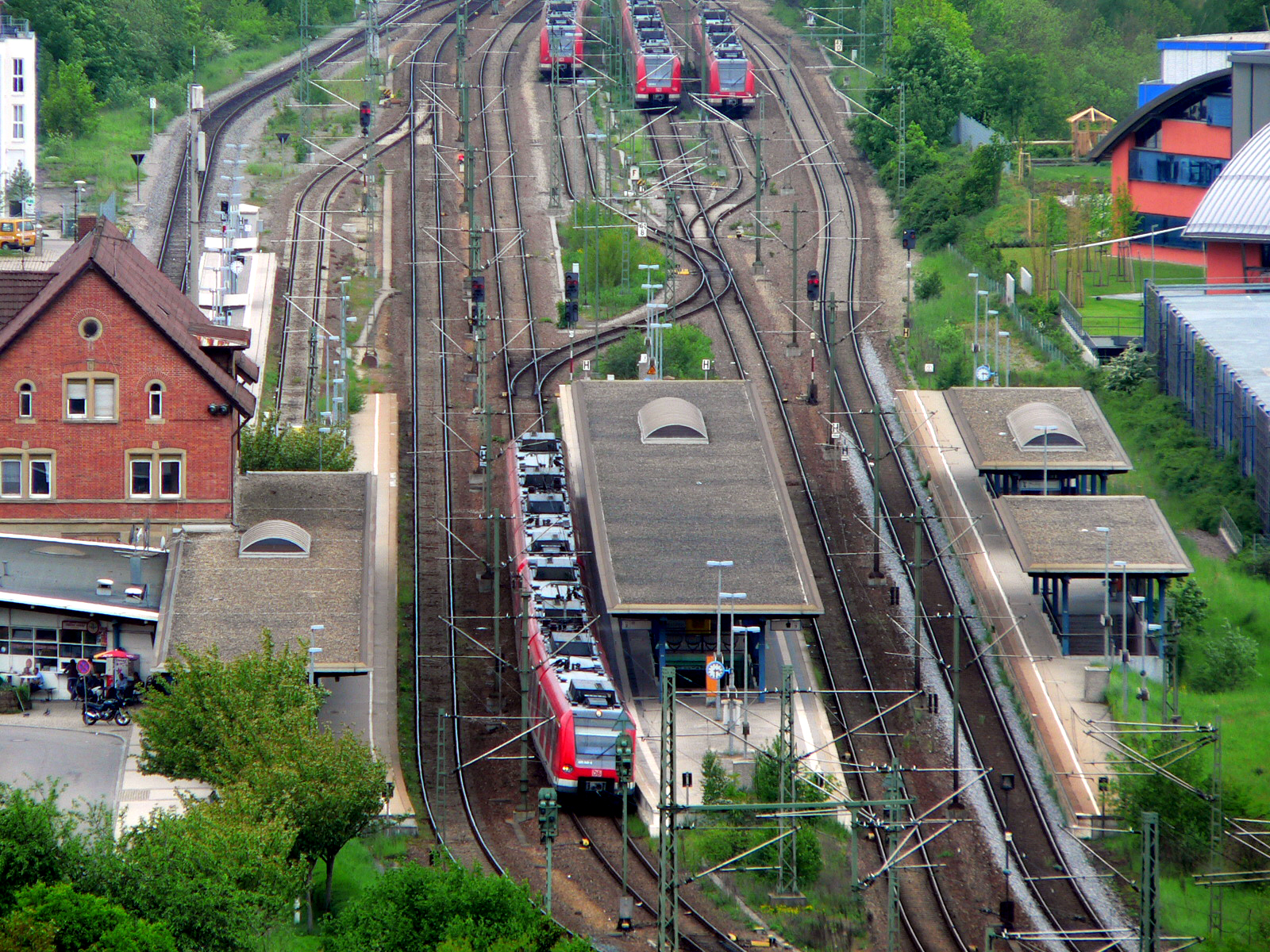
Вокзал